# Aquinói Szent Tamás
Aquinói Tamás (latinul: Thomas Aquinas, olaszul: Tommaso d'Aquino), vagy katolikus nevén Aquinói Szent Tamás (Roccasecca, 1225. január 28. – Fossanova kolostor, (Priverno), 1274. március 7.) latin nyelven író középkori olasz Domonkos-rendi szerzetes és pap, befolyásos filozófus, teológus. Albertus Magnus leghíresebb tanítványa, a középkor filozófiájára gyakorolt hatástörténete alapján a skolasztika egyik fő képviselője. Befolyása a mai napig érezteti hatását a neotomizmusban és a neoskolasztikában .
Gyakran az ókorból, különösen Arisztotelésztől merített ihletet, de valami egészen újat épített. Megpróbálta összhangba hozni az arisztotelészi filozófiát a kereszténység elveivel. A  „középkori korszak legbefolyásosabb gondolkodója”ként  és „a középkori filozófus-teológusok legnagyobbja”ként jellemzik.
Filozófiáját, tanrendszerét és a követői által véghezvitt fejlesztéseket tomizmusként ismerik.
A római katolikus egyház egyik legjelentősebb egyházdoktora, akit „erényei, gondolkodásának magasztossága és élete tisztasága miatt” »Angyali Doktor« (latinul: Doctor Angelicus) néven is neveznek. II. János Pál pápa a Doctor Humanitatis ("Az emberiség doktora") néven nevezte őt. A római katolikus egyház szentként tiszteli.

## Élete
Az aquinói grófok nemzetségéből származott. Félúton Róma és Nápoly között, az Aquino melletti Roccasecca kastélyában született. Ő volt a legfiatalabb a legalább kilenc gyermek közül.
Gyerekként a Monte Cassino-i bencés kolostorban kezdte meg tanulmányait. Tizennégy éves korában Nápolyba küldték, ahol megismerte a dominikánusok rendjét. Elhatározta, hogy ott fog tanulni. 1244 áprilisában megkezdte tanulmányait a nápolyi domonkos kolostorban. Tizenkilenc évesen csatlakozott a rendhez és Párizsba küldték továbbtanulásra, de terveit késleltette szülei hajthatatlansága, akik azt remélték, hogy vezető szerepet fog játszani a tiszteletreméltó Monte Cassino-i kolostorban. Miután egy évre Roccaseccába zárták, a szülei végül engedtek, és eztán domonkos szerzetesként Párizsba ment.
1245 nyarán érkezett Párizsba, ahol három évet töltött, a párizsi egyetem bölcsészkarán filozófiát tanulmányozva.
Valószínűleg találkozott Albertus Magnusszal, akinek akkoriban a teológiai tanszéke volt és akinek az előadásait hallgatta.
Amikor Albertus Magnust elöljárói 1248-ban Kölnbe küldték tanítani, követte őt, visszautasítva IV. Ince pápa ajánlatát, hogy Monte Cassino apátjává nevezzék ki. Olyan benyomást tett Albertus Magnus-ra (Nagy Szt. Albert), hogy az a Kölni Egyetemen maga mellé vette személyi asszisztensének.
Kölnben négy évig folytatta a tanulmányait, közben tanított professzortanítványként (baccalaureus biblicus), tanította a hallgatókat az Ószövetség könyveire, és megírta az Expositio super Isaiam ad litteram (Ézsaiás kommentárja), a Postilla super Ieremiam (kommentár Jeremiáshoz) és a Postilla super Threnos (Kommentár a siralmakhoz) műveket.
1252-ben visszament Párizsba, ahol immáron tanárként folytatta tevékenységét. 1256-ban a pápa közbenjárására már magiszterként adhatott elő. 1259–1269 között Itáliában teológiát tanított. 1260-ban a pápa a bizánci császárral folytatott uniós tárgyalásokhoz Tamást kérte fel. 1262-ben Boldog Özséb, a pálos rend alapítójának orvietói látogatása után (ekkor ott volt a pápai udvar) Tamás maga is támogatta a magyar szerzetesrend jóváhagyását. 1265-ben Rómában átvette a rendi főiskola vezetését.
Elöljárói 1268-ban arra utasították, hogy térjen vissza a párizsi egyetemre, talán azért, hogy megvédje a domonkosok koldus életmódját és egyetemi jelenlétét.
Így 1272 ismét a párizsi egyetemen tanított.
1272-ben a domonkosok megbízták egy teológiai főiskola szervezésével. Visszaköltöztették Nápolyba, ahol egy évig tanított.
A Summa theologiae  szentségeiről szóló értekezésének közepén, 1273 decembere körül (a hívők szerint) különösen erős misztikus tapasztalata volt  (mások szerint ideg-összeroppanása lett.)

(Az egyház szerint) látomása volt szentmise közben, hogy többé semmit nem írt. Az elhíresült mondása alapján: „Minden, amit írtam, szalmaszálnak tűnik ahhoz képest, amit feltártak előttem.”
1274-ben elindult a lyoni zsinatra, ám már korábban kezdődött betegsége megakadályozta részvételét. 
Útja során, 49 évesen a fossanovai ciszterci kolostorban fejezte be földi életét. Két nap múlva temették el ugyanott.
1323-ban avatta a katolikus egyház szentté.

## Munkássága
Aquinói Szent Tamás, folytatva elődeinek, a görög filozófusokat arab és bizánci közvetítéssel a nyugati hagyományba beemelő teológusoknak munkáját, igyekezett összhangba hozni Arisztotelész filozófiáját a keresztény tanítással, kísérletet téve egy átfogó filozófiai rendszer megalkotására.
Az arisztotelészi filozófia ebben a vállalkozásban a természetes értelem tudománya, amelyet csupán a kiinduló premisszák empirikus volta különböztet meg a kinyilatkoztatáson alapuló premisszákat alkalmazó teológiától.
Munkája során a filozófia legtöbb főbb részterületével foglalkozott, beleértve a logikát, a természetfilozófiát, a metafizikát, az ismeretelméletet, a filozófiai pszichológiát, az elmefilozófiát, a filozófiai teológiát, a nyelvfilozófiát, az etikát és a politikai filozófiát. Foglalkozott az akkor még tudománynak számító alkímiával és asztrológiával is. Merített még az iszlám misztikából, Hippói Szt. Ágoston tanaiból, ám mindezeket megújította és Arisztotelész filozófiájával egységbe foglalta, ebből alakult ki az úgynevezett tomizmus.
Ami filozófiáját illeti, talán a leghíresebb az ún. öt érvéről, amellyel megpróbálta bemutatni Isten létezését.

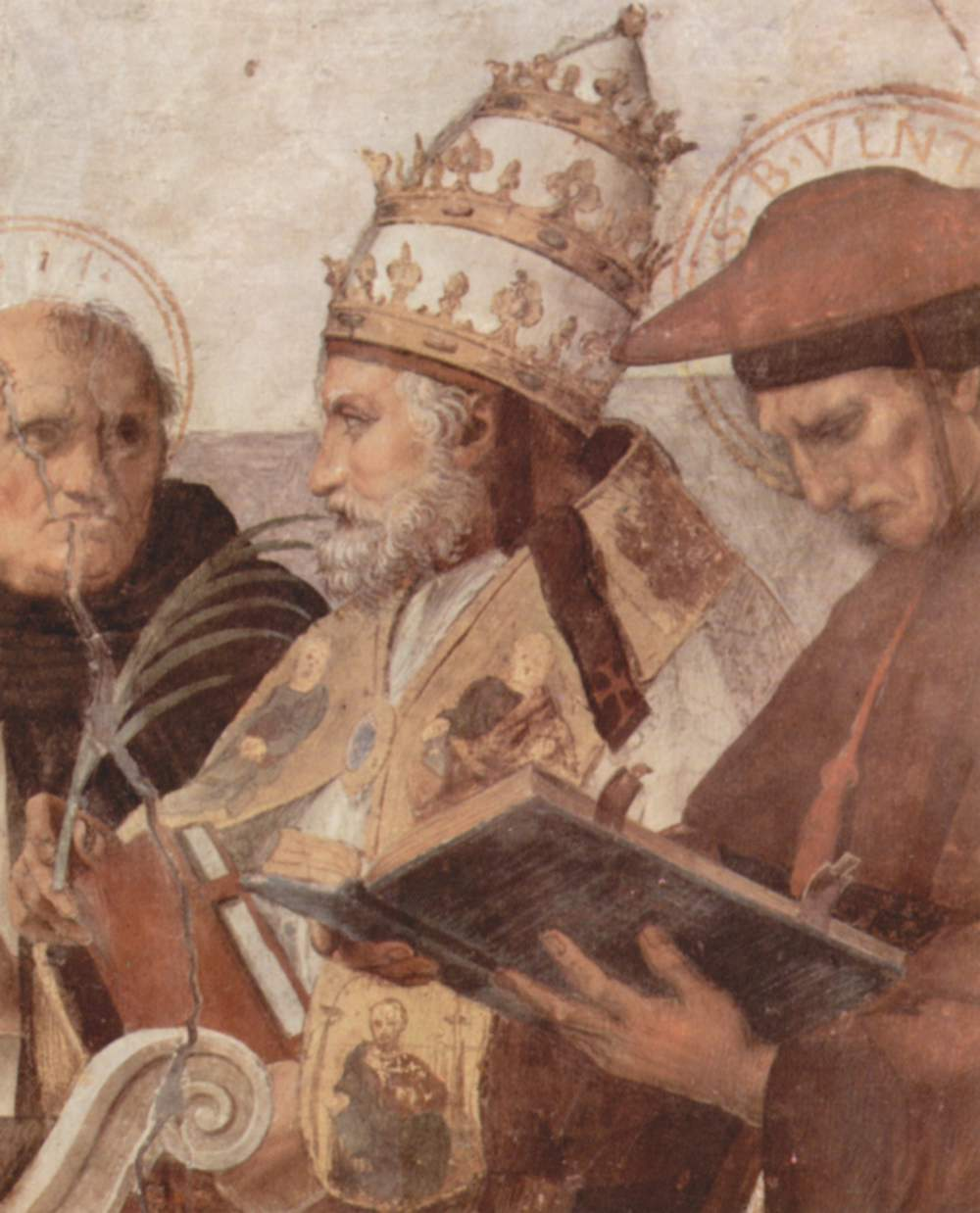
Raffaello festmény részlet: Aquinói Szent Tamás (baloldalt) III. Ince pápa (középen) és Szent Bonaventura (jobboldalt)

### Öt érve Isten létezése mellett

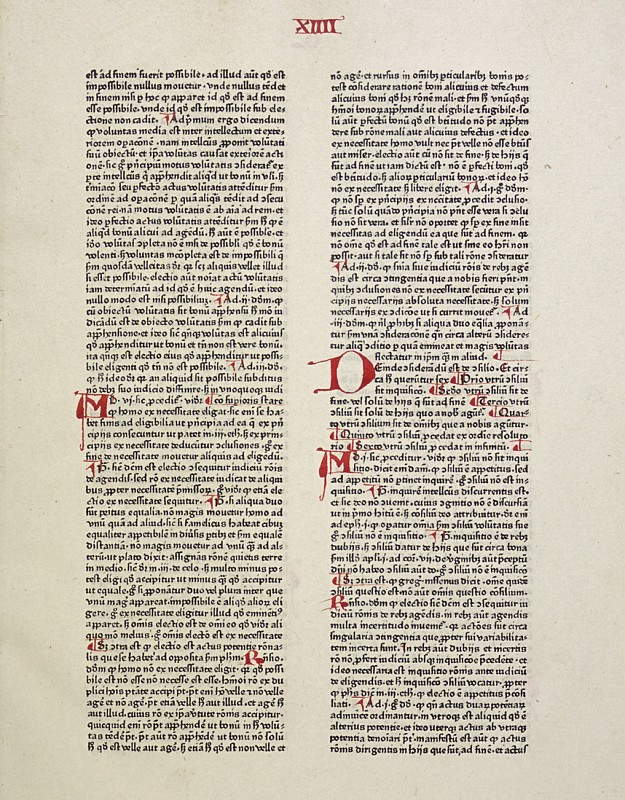
Részlet a Summa Theologiae c. műből

Summa Theologiae című művében öt észszerű bizonyítékot írt le Isten létezése mellett. Ezek quinque viae, azaz az „öt út” néven váltak ismertté.
Mivel az ember megismerése az érzékeinél kezdődik, elutasította az a priori bizonyítékokat, és érvelése során a tapasztalatot tette meg alapnak, a regressus in infinitum (a végtelenbe való visszahaladás) elvét alkalmazva.
Az első út a változásból adódik: minden, ami mozog szükségképpen valami más által mozog, azaz minden mozgásnak megvan az oka. Mivel azonban ez a sor nem vezethető vissza a végtelenbe, kell, hogy legyen egy első mozgató, aki önmaga mozdulatlan, „és ezt mindenki Istennek gondolja”. Mélyebb érveléssel: A fizikai valóságban minden létező lehetségesen változhat, de ténylegesen csupán akkor, ha valami változtatja, de az a változást is csak egy másik változótól kapta. Az ok-okozati sorozatnak egy olyan alapra van szüksége, amely egyúttal befejezi a sorozatot. Ez logikailag csak akkor lehetséges, ha egy olyan okot keresünk, amely önmaga lényegétől fogva nincsen alávetve a fizikai természetnek, hanem a fizikai természet ura, tehát nem vizsgálható közvetlen, de a kapcsolatuk az okság alapján nyilvánvaló. Fontos megjegyezni, hogy a fizikai világ megvalósító és alakító természet (forma vagy morphe) és a megvalósulásához szükséges előfeltételekből (matéria vagy hülé) áll. Isten egy olyan alakító természet, amelynek léte nem valósult meg, hanem mindig is volt, és léte abszolút, vágy és cél nélküli, tehát nincs meg benne az, amelytől változna. Így Isten az a változtathatatlan Változó, amely a változás sorát elindítja és befejezi.
A második út a létesítő okságból indul ki: minden okozatnak van oka. Az okozat mindig másodlagos, ok nélkül nem létezik, de a fizikai valóságban az okozat oka egy másik ok okozata is. Ugyanakkor az okok sora nem mehet a végtelenbe: kell legyen egy első ok, ami minden mást okoz, „akit mindenki Istennek nevez”.
A harmadik út a létezők esetlegességéből adódik. A dolgok vagy léteznek vagy nem. Ha minden ilyen lenne, akkor lehetne, hogy egyszerre legyen minden, és akkor nem lenne keletkezés és pusztulás. A pusztulás mindig másodlagos, egy létállapotnak mindig meg kell előznie. (Így elvetendő a „semmi” olyan értelemben, mint a létezés előtt fennálló megvalósíthatatlan és alakíthatatlan előfeltételek, mert az azt okozná, hogy Istennek szüksége van a teremtéshez valamire, amely egyértelműen ellentmondáshoz vezet.) Tehát minden valamiből ered, és mivel ez nem mehet visszafele a végtelenségig, fel kell tételezni egy első eredetet, „és ez az Isten, minthogy ő az első ok, amint erre rámutattunk”.
A negyedik út a léttökéletességi fokokat veszi alapul. Minden dologban van több és kevesebb. „Van tehát valami, ami valamennyi létező létének, jóságának és mindenféle tökéletességének oka: és ezt Istennek nevezzük.”
Az ötödik út a létezők célra irányultságára támaszkodik. Az értelmetlen dolgoknak egy célkitűző megismerőre van szükségük ahhoz, hogy egy célt képesek legyenek elérni. „Tehát van valamiféle intelligens lény, aki minden természeti dolgot célra irányít, és ezt mondjuk Istennek.”

#### Jellemzői
A tomista filozófiában Istent a következő tulajdonságokkal írják le:
- minden minőség lehető legmagasabb foka, többek közt a legfőbb szeretet és a legfőbb jó.
- változhatatlan és oszthatatlan: mindig és mindörökké azonos önmagával, nem hiányzik és semmi sem változik benne.
- örök: nem születik és nem hal meg, örökkön-örökké él.
- végtelen: nincs időbeli vagy térbeli határa.
- mindentudó.
- egyedülálló: senki, még Isten sem teremthet másik Istent.
- mindenható: de nem követhet el rosszat, és nem tud más Istent teremteni.
- transzcendens. A teremtett entitások, köztük az angyalok és az ember, végtelen mértékben hasonlítanak rá, olyanok, mint Isten, de nem istenek.

### Ismeretelmélet
Tamás megkülönböztette egymástól a tudást és a hitet. A tudás egyedül az értelem képessége, a hit viszont az értelemé és az akaraté. Tudás a szó szoros értelmében csupán kényszerítő erejű igazságokra – közvetlenül belátható alaptételekre, vagy ezekből levonható következtetésekre – vonatkozhat, a hit igazságai azonban nem ilyenek: ezek esetében a bizonyosság hiányát a hívő akaratának kell pótolnia.
Miután azonban a tudás és a hit is Istentől ered, ezért a kettő igazságai nem mondhatnak ellent egymásnak. A filozófia – amennyiben az isteni dolgok természetes ésszel belátható részére vonatkozik – segédtudománya a kinyilatkoztatás teológiájának.

### Ontológia
Szent Tamás szerint az ontológia tapasztalati tudomány ezért ontológiájának alapfogalmai a tapasztalatban gyökereznek.
A létező (ens) mindaz, ami van, vagyis mindaz, ami különbözik a semmitől. Két összetevője van: lét és lényeg. A lét az a fogalmilag megragadhatatlan aktus, amely a létező adottságait fenntartja. A lét olyan aktus, amely a létező adottságait a semmitől különböző valóság szövetébe fonja. A lényeg mint fogalmilag megragadható létmegnyilvánulás a meghatározásban fejeződik ki. Ha a lényeget a tevékenység elvi oldaláról szemléljük, akkor természet (natura) a neve. Ha pedig a létteljesség szempontjából, részesedés elve.
Az anyagi világ magyarázatánál az Arisztotelész által kidolgozott actus és potentia elméletet vette alapul. Minden testnek van valamilyen végső anyaga, amelyet Tamás ősanyagnak nevezett. Ez az ősanyag állandó változásoknak van kitéve, és képes arra, hogy belőle bármilyen test kialakuljon. Az ősanyaggal ellentétben a forma (actus) tiszta ténylegesség.
A forma és anyag nem önálló létezők, amelyek egymástól elválaszthatók, hanem ezek azok, ami által a létező van és az, ami. A létező ezen mibenléte a lényege.
Isten szellemisége minden anyagi korláttól és potencialitástól mentes: „Isten léte a kifejezett tökéletesség, úgyhogy egyszerűségéhez semmit sem kell hozzáfűzni”. Az összes teremtett lényt Isten tartja meg létében.

### Etika
Tamás szerint a jó az, ami a másik számára tökéletesedést képvisel, s így törekvésének a célja. A jó az, amire minden ember érdeklődése irányul. Az ember legfőbb célja a boldogság.
Az erények közt Tamás különbséget tesz a teológiai és a kardinális természetű erények között. Az előbbieket az ember csak az isteni kegyelem útján kaphatja meg. A kardinális erények Tamás szerint a természeti képességek legfőbb kifejtései: az észhez hozzárendeli a bölcsességet, az akarathoz az igazságot, a törekvéshez a bátorságot, a vágyhoz a mértékletességet.
Az erények az ember belső magatartásának a meghatározói, a külső magatartást a törvények határozzák meg. Az ember teljes szabad akarattal rendelkezik, a természet többi dolga viszont nem: Isteni behatás alatt állnak (természettörvények, lex naturalis). Mivel az embernek szabad az akarata, szükség van emberi törvényekre (lex humana) is.

#### Előadások a Tízparancsolatról

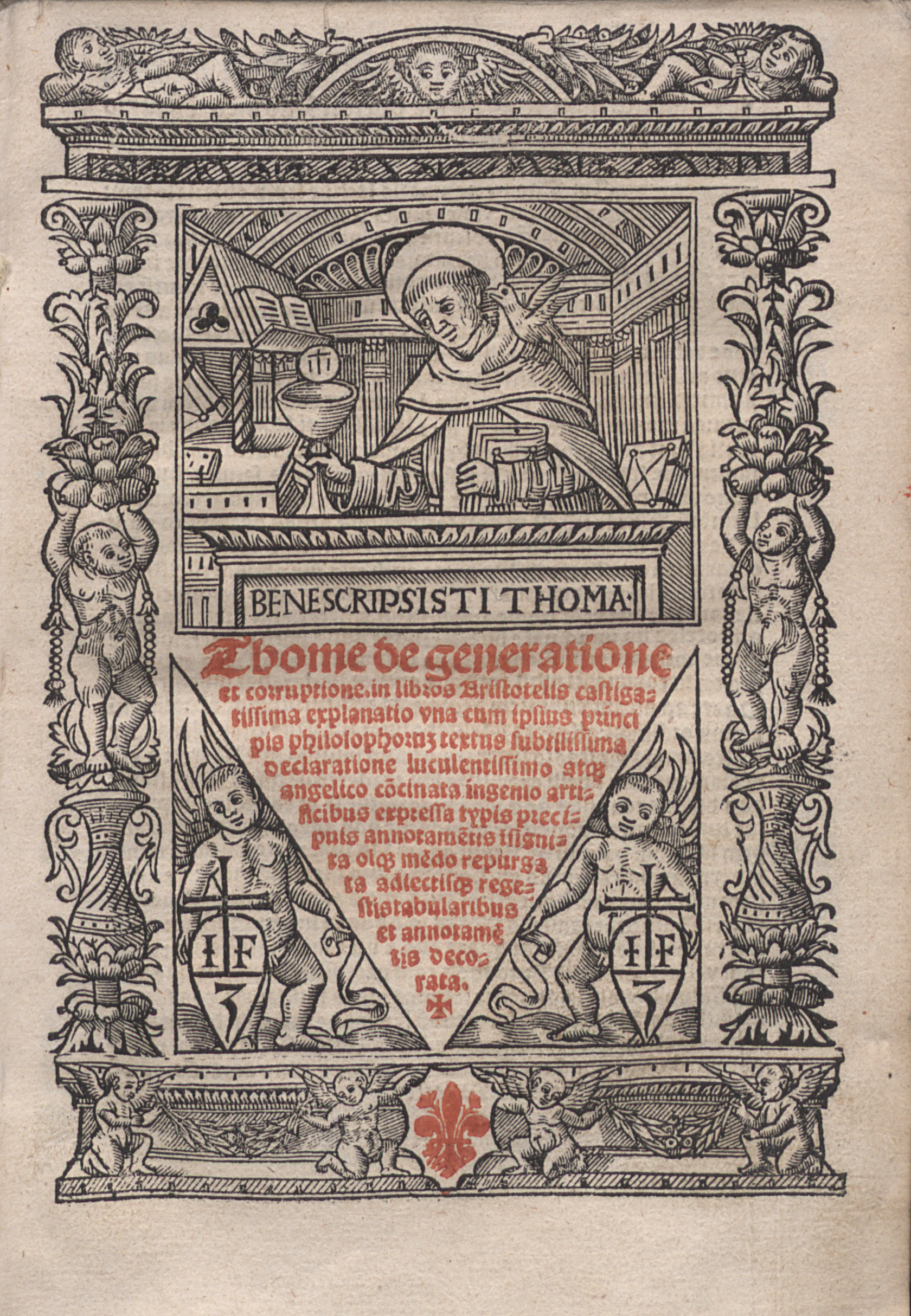
Super libros de generatione et corruptione

##### Néhány adat a műről
Az Előadások a Tízparancsolatról Szent Tamás időskori előadása. A mű Tamás 1273-as nápolyi nagyböjti prédikációjának írásos változata. Lejegyezte: Petrus de Andria.

##### A parancsolatok lelőhelye(i)
Az eredeti (tehát bibliai) tízparancsolat talán meglepő módon, nem egyetlen helyen fordul elő. A tulajdonképpeni főszöveg 2Mózes 20:1-17-nél, egy változata pedig 5Mózes 5:6-21-nél található. További bibliai helyekre lelhetünk 5Mózes 4:13 és 5Mózes 10:4-nél.

##### A parancsolatok tamási értelmezése és az egyházi hagyomány
Tamás prédikációja a katolikus hagyomány értelmében elemzi a tízparancsolat szövegét, ez egyfelől formai, másfelől tartalmi vonatkozásokat jelent.

##### Tamás prédikációjának és a Tízparancsolat szerkezetének párhuzama
A parancsolatok „a bizonyság két kőtáblája” összefüggésében (Isten szeretete, A felebarát szeretete) strukturálódnak, mely magyarázati mód Szent Ágoston óta áll fenn. Ezt a struktúrát követi Tamás is a négy nagy gondolati fejezetet tartalmazó prédikációjának második és harmadik egységében. A második tehát Isten szeretete, a harmadik a Felebarát szeretete szerint elmélkedik, a negyedik tárgyalja a tulajdonképpeni parancsolatokat.

##### A mű szerkezeti vázlata
| Tartalomjegyzék |
| --- |
| I. BEVEZETÉS (I-V.) - I. Az üdvösséghez szükséges ismernivaló dolgok (3) - 1. Hinnivalók ismerete - 2. Kívánnivalók ismerete - 3. Tennivalók ismerete - A tennivalók tárgyalása, melyet 4 törvény szabályoz - 1. Természettörvény - 2. Érzéki vágy törvénye – az ördög törvénye - 3. Szentírás törvénye - 4. Krisztus törvénye – szeretet és a kegyelem törvénye - II. A törvény fogalom magyarázata - „a törvénynek kell szabályoznia minden emberi cselekedetet. Amint az építkezéseknél is látjuk, hogy egy művet akkor mondunk jónak és megfelelőnek, ha a szabályoknak megfelel, ugyanúgy valamely emberi cselekedet akkor helyes és erényes, amikor az isteni szeretet törvényével összhangban áll, ha pedig eltér e szabályoktól, nem jó, nem helyes, vagy tökéletes. Ahhoz ugyanis hogy az emberi cselekedetek jóvá legyenek, arra van szükség, hogy az isteni szeretet szabályaival összhangban álljanak.” - III. A szeretet által az emberben előidézett dolgok (4+3) – a szeretet hasznai - 1. Lelki élet - 2. Isteni parancsok megtartása - 3. Oltalom a bajok ellen - 4. Boldogsághoz vezet - 5. Bűnök megbocsátását - 6. A szív világosságát - 7. A tökéletes örömet - IV. A szeret birtoklásának ismérvei (3) - 1. Önerőből lehetetlen - 2. Isteni ajándék - 3. Minden ajándékot felülmúl - V. A szeretet megszerzéséhez (2) - A) és a megszerzett szeretet növeléséhez - B) szükséges dolgok (2+2) - A. „az isteni ige figyelmes hallgatása” és „a javak folyamatos megfontolása” - B. „a szív elválasztás a földi dolgoktól” és „nehézségek kitartó elviselése” II. AZ ISTEN SZERETETE Melyik a legfőbb parancs? Krisztus: A legfőbb parancsolat (Máté 22, 37); minden parancs teljesül benne - A teljesüléshez szükséges dolgok (4) - 1. Az isteni jótétemények emlékezetbe idézése – szolgálat - 2. Az isteni kiválóságok megfontolása - 3. A világi és földi dolgok elutasítása - 4. Bűnök kerülése - Az ember áldozatai Istennek (4) – Máté 22, 37 - 1. Szív – szándék - 2. Lélek – jóakarat - 3. Elme - 4. Erő III. A FELEBARÁT SZERETETE A második legfőbb parancsolat (Máté 22, 39) – a kettőt megtartása a törvény betöltése. - A felebarát szeretetére indító dolgok (4) - 1. Isteni szeretet - 2. Isteni parancs - 3. A természet közös volta - 4. A szeretetből származó haszon - A szeretet módjai (5) - 1. Őszinte szeretet – önmagáért szeretés - A szeretet 3-féle - a) Haszonért - b) Gyönyörért - c) Erényből fakadó - 2. Rendezett szeretet – Mint önmagadat; Isten szeretete előrébb való - 3. Tevékeny szeretet - 4. Állhatatos szeretet - A barátság megőrzését segítő dolgok (2) - a) Türelem - b) Alázatosság - 5. Helyes és tiszta szeretet - Isten megnyerésének szempontjai (5) - 1. Méltóság megőrzése - 2. Győzelem megszerzése - 3. Hasznosság következménye - 4. A megbocsátásban a kérések meghallgatásra lelne - 5. Megszabadulás a bűntől IV. A TÍZPARANCSOLAT (Ex 20, 3-17) - A törvény első parancsa (Ex 20, 3): Ne legyenek más isteneid rajtam kívül - A törvény második parancsa (Ex 20, 7): Uradnak, Istenednek nevét ne vedd hiába - A törvény harmadik parancsa (Ex 20, 8): Gondolj a szombatra és szenteld meg - A törvény negyedik parancsa (Ex 20, 12): Tiszteld apádat és anyádat, hogy sokáig élj azon a földön, amelyet az Úr, a te istened ad néked - A törvény ötödik parancsa (Ex 20,13): Ne ölj - A törvény hatodik parancsa (Ex 20, 14): Ne törj házasságot - A törvény hetedik parancsa (Ex 20, 15): Ne lopj - A törvény nyolcadik parancsa (Ex 20, 16): Ne tégy hamis tanúságot embertársad ellen - A törvény kilencedik parancsa (Ex 20, 17): Ne kívánd embertársad javát - A törvény tizedik parancsa (Ex 20, 17): Ne kívánd embertársad feleségét |

##### A 4 törvény részletesebb áttekintése
Tamás a mű bevezetőjében tehát 4-féle törvény említ, amelyek kormányozzák, befolyásolják, meghatározzák az emberi cselekvéseket. A Természettörvény – „értelemnek Istentől belénk oltott fénye, amellyel felismerjük, hogy mit kell tennünk, és mit kell kerülnünk” – azaz a teremtésben közvetített törvény, mely a tennivalók ismeretét adja. Ha megfigyeljük ez a törvény összhangban van az ún. aranyszabállyal is „nincs senki ugyanis, aki ne tudná, hogy azt amit nem akar, hogy vele megtörténjék, ne tegye meg másoknak” ez azt is jelenti, hogy ez alól a törvény alól nem lehet a tudatlanság álcája alatt kilépni. Az aranyszabály néven nevezett igehely Máté evangéliumának központi, a hegyi beszédet és a törvény betöltését követő, azzal összefüggő része: „A mit akartok azért, hogy az emberek ti veletek cselekedjenek, mindazt ti is úgy cselekedjétek azokkal; mert ez a törvény és a próféták.” Mt. 7.12. Az aranyszabály és természetörvény összefüggése átláthatóbbá válik a Tamás által 4. említett törvény értelmével: Krisztus törvényével. Ez a törvény másként a szeretet és a kegyelem törvénye.
Krisztus adott egy rövid törvényt, hogy senki ne menthesse fel magát a tudatlanság címén a törvény betartása alól. A 2. említett törvény az érzéki vágy törvénye másként az ördög törvénye. A testileg és értelmileg Isten parancsainak alávetett első emberpár a bűnbeesése miatt a test nem engedelmeskedett tovább az értelemnek. Az érzéki vágy törvénye sok esetben lerontja az értelem és természettörvényt. A 3. törvény a Szentírás törvénye: bűnöktől való elvonás és az erényekhez való visszavezetés miatt volt szükséges, végül a már említett 4. A Krisztusi törvény.

### Antropológia
Az ember testből (anyag) és lélekből (forma) áll. E kettő nem választható szét, mert együttesen képezi az emberi szubsztancia lényegét. A lélek azonban a test pusztulásával tovább él mint anima separata. A lélek természetét tekintve halhatatlan, azonban csak a test segítségével juthat ismeretekhez, mert csak általa képes az empirikus érzékelésre.
Az ember kettős természete révén egyaránt részesedik a szellemi és az anyagi világból is.

### Államelméleti munkái
Felfogását az államról A fejedelmek kormányzásáról c. művében és A zsidók kormányzásáról c. levelében fejti ki.

#### A zsidókról
A De regimine judaeorum ("A zsidók kormányzásáról") című műve a zsidókkal kapcsolatos politikáról szóló munka, amelyben többek között azt tanácsolja Brabant hercegnőjének, hogy mértékkel adóztassák meg őket, és kötelezzék őket megkülönböztető, azonosító jelek viselésére.
Nézeteit a zsidókról és a velük való bánásmódról Margit flandriai (brabanti) hercegnőnek írt levelében foglalta össze. A flandriai zsidók, akik a hercegnő elmondása alapján szinte kizárólag uzsorával foglalkoztak, nagy gondot jelentettek. A hercegnő különféle kérdései és a rájuk adott válaszok következőképpen oszlanak meg:
1. Szabad-e az uralkodónak a zsidóktól bizonyos időpontban – és ha igen, mikor szabad – behajtást eszközölni. – Szent Tamás megállapítja, hogy a zsidók a törvények szerint bűnük miatt örökös szolgaságra vannak ítéltetve;[17] ezért tőlük a dolgokat szabadon el lehet vonni, azon megszorítással, hogy létszükségleteik ne legyenek veszélyben. Az így lefoglalt javakat célszerű a helyi püspöknek adni, vagy Flandria közügyeinek megfelelően fölhasználni.
2. Ha vétkezett a zsidó, lehet-e büntetni pénzbüntetéssel, mivel semmivel sem rendelkezik az uzsorával szerzett javakon kívül. – A zsidót és bármely más uzsorást célszerű pénzbüntetéssel sújtani, amennyiben a pénz nem az ő tulajdona; az így elvett pénzt közügyekre kell fölhasználni, a fejedelem nem tarthatja meg magának; ha bárki fejedelem emiatt panaszkodik, az ő hibája, a zsidót munkára kellett volna kényszerítenie, mint tették ezt Itália egyes részein.[18]
3. Ha zsidók a büntetésen túl felkínálnak pénzt vagy valamilyen értéktárgyat, el lehet-e fogadni azt. – az így elfogadott pénzt vagy értéktárgyat vissza kell adni azoknak, akiktől a zsidókhoz került, vagy más módon kell hasznosítani, akkor is, ha a zsidók semmi mással nem rendelkeznek, mint az uzsorával szerzett nyereséggel.[19]
4. Ha a hercegnő több kártérítést kap a zsidóktól, mint amit a keresztények követelnek a zsidókon, mit kell tenni a maradékkal. – Ez esetben a hercegnő megtarthatja a különbözetet.[20]
5. Szabad-e a zsidóknak tisztségeket eladni vagy tőlük kölcsönképpen valami olyat elfogadni, amihez a hivataluk folytán jutnak hozzá. -Szent Tamás válasza: bármiféle tisztségeket érdemi alapon kell viselni, nem adásvétel folytán.[21]
6. Jó-e, ha Flandriában a zsidók a keresztényektől megkülönböztető jelet viselni kényszerülnek. – "Erre a válasz világos, mégpedig az egyetemes Zsinat határozata alapján: mindkét nemhez tartozó zsidókat minden keresztény tartományban, minden időben más emberektől valamilyen ruhadarabbal meg kell különböztetni. Ez számukra a saját Törvényükben is meg lett parancsolva, tudniillik az, hogy varrjanak rojtokat a köpenyük négy sarkára, amelyek által másoktól megkülönböztethetők."[22]

## Befolyása és utóhatása

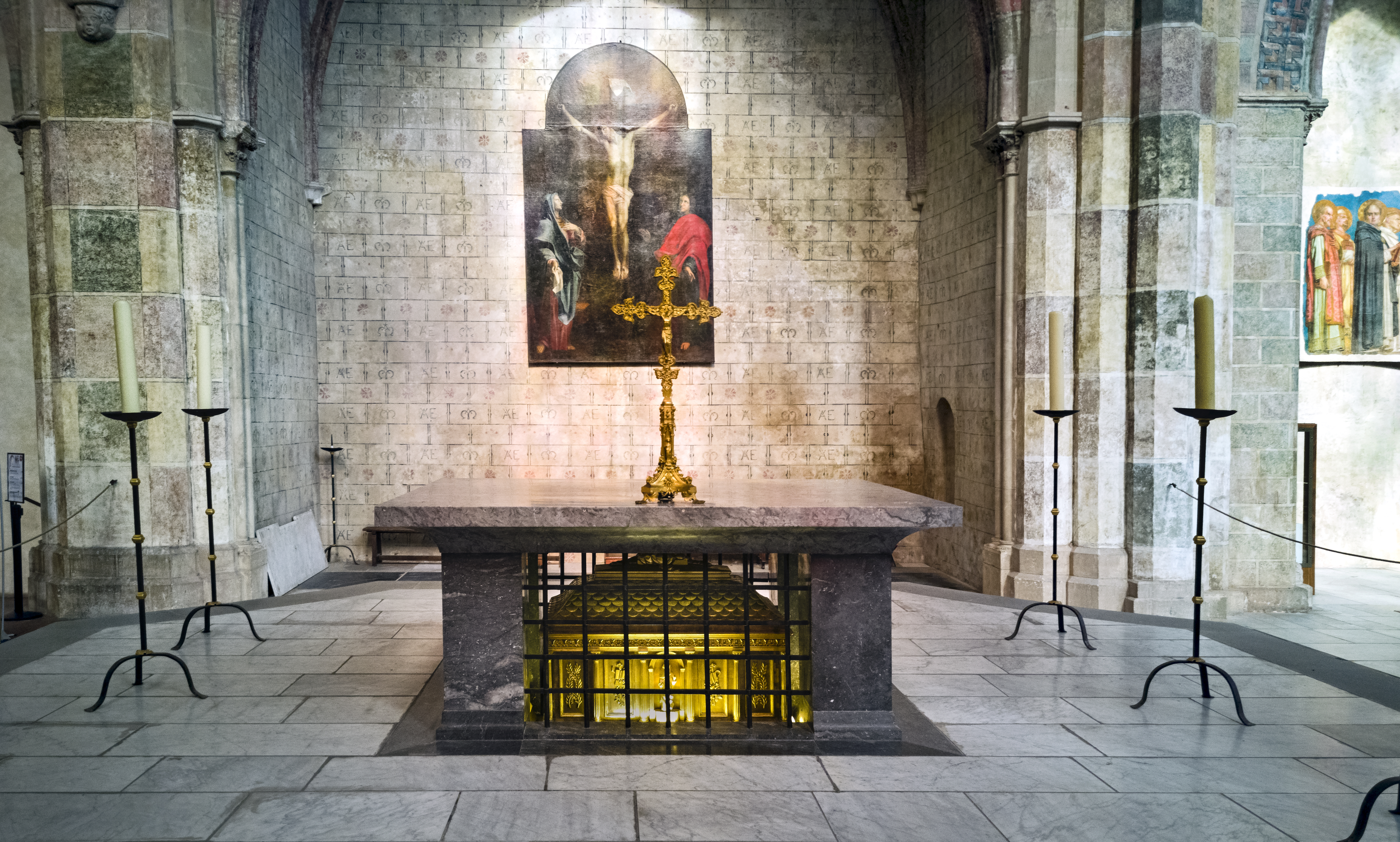
Aquinói Tamás ereklyetartója egy Toulouse-i domonkos kolostor főoltára alatt

Aquinói Tamás tanításai nagy hatást gyakoroltak a katolikus teológiára és filozófiára, amit egyháztanítói címe és szentté avatása is elősegített. 
1879 óta a legtekintélyesebb katolikus vallásfilozófus, aki összekapcsolta a keresztény tanítást (különösen Ágoston gondolatait) Arisztotelész filozófiájával.
Sokan már élete során rendkívüli személyiségként ismerték el mind szellemi teljesítményei, mind személyes szentsége miatt. Mások nem fogadták el, a domonkosok természetesen nagyra értékelték, de a ferencesek teológiai ellenfele volt.
Az arisztotelianizmust és a keresztény filozófiát Aquinói Tamás békítette ki egymással, és neki is köszönhetően kerültek a nyilvánosság elé a betiltott Arisztotelész-művek.
Bár ötvenedik születésnapja előtt meghalt, és csak körülbelül két évtizedig írt aktívan, ezalatt több mint nyolcmillió szót hagyott hátra (nyolcszor többet, mint amennyi fennmaradt például Arisztotelésztől).
Gondolatai a „tomizmus” elnevezésű filozófiai iskola keretein belül alakultak ki és hatást gyakoroltak a nyugati modern gondolkodás fejlődésére.
A tridenti zsinat katolikus ellenreformációja jelentős visszatérést jelentett Aquinói Tamás munkásságához, hogy harcoljon Luther tézisei ellen, aki a teológiában elvetette a nem keresztény, ókori filozófia használatát.
Művei közül a Summa theologiae  (A teológia foglalata) a legismertebb. További fő műveivel, a Summa Contra Gentiles és a Quaestiones Disputatae de Veritate nagymértékben befolyásolta a középkori korszakot, és nagy hatással volt a történelmi kereszténységre.

## Művei

### Főbb művei
Főbb művei időrendben:
- De fallaciis, 1244
- De propositionibus modalibus, 1244/1245
- Contra impugnantes Dei cultum et religionem, 1257
- Super Boethium de hebdomadibus, 1258
- Summa contra gentiles (wd), 1258–1264
- Summa theologiae (wd), 1267–73, befejezetlen
  - Magyarul: A teológia foglalata I–II. (Budapest, 2002, 2003)
- Officium de corpore Christi 1264
- De perfectione vitae spiritualis, 1269
- Contra pestiferam doctrinam retrahentium homines a religionis ingressu, 1270
- De aeternitate mundi contra murmurantes, 1270
  - Magyarul: A világ örökkévalóságáról (Budapest, 1998)
- De substantiis separatis, 1272–1273
- De mixtione elementorum ad magistrum Philippem, 1273

### Kategóriánként
A műveinek kategóriái:
- teológiai értekezések, mint például a Summa theologiae és a Summa contra gentiles;
- vitatott kérdések, mint például a Kérdések az igazságról;
- pamfletek (opuscula), mint például A létről és a lényegről;
- kommentárok Arisztotelészhez és más filozófiai szövegekhez;
- bibliai kommentárok;
- liturgikus írások.

Műveinek nem teljes listája csoportosítva:

#### Teológiai értekezések
- Scriptum super libros Sententiarum (Lombardiai Péter könyvének (Libri Quattuor Sententiarum) kommentárja) (1252–56). Hatalmas mű, amelyet a teológiai alapképzési időszakában és első teológiai mesteri ciklusának kezdetén alkotott.[6]
- Contra impugantes Dei cultum et vallás (Isten- és valláskultusz ellen harcolók ellen) (Párizs, 1256. szeptember-október)
- Summa contra gentiles (wd) (1259-65). Ez a  második legfontosabb műve a Summa theologiae után.[6] Raymond Penàfort felkérésére mű, amelynek célja az volt, hogy egy művet írjon a „hitetlenek” tévedései ellen, hogy a dominikai misszionáriusok a muszlimok, a zsidók és az eretnek keresztények ellen prédikáljanak.
- Contra errores Graecorum (A görögök tévedései ellen) (Orvieto, 1263 nyarán).
- Summa theologiae (wd) (magyarul: A teológia összefoglalása vagy foglalata) (1267–73, befejezetlen a 3a 90 után). Fő műve, amelyet Rómában kezdett és élete végéig dolgozott rajta.[6]

#### Vitatott kérdések
A Párizsi Egyetemen vitatott kérdések.
- Quaestiones Disputatae de Veritate (wd) (Vitatott kérdések az igazságról) (1256–59). Első és legnagyobb vitatott kérdéscsoportja, első párizsi mesteri ciklusából.
- Isten hatalmáról (1265–66)
- A lélekről (1266–67)
- A szellemi teremtményekről (1267–1268)
- A gonoszról (De malo) (1270–71)
- Az erényekről ( 1271–72)
- Quaestio disputata De unione Verbi incarnati (A megtestesült szó egyesülése ?) (1272)

#### Pamfletek (Opuscula)
- A természet alapelveiről (De principiis naturae) (1250-es évek eleje). A középkori természetfilozófia meglehetősen szokványos összefoglalása.
- A létről és a lényegről (De ente et essentia ) (1252–56). Híres rövid értekezés a metafizika különféle alapkérdéseiről.
- Compendium theologiae (az 1260-as évek elején kezdődött az írása, befejezetlen). Viszonylag rövid kivonat a Summa theologiae-ban és máshol sokkal nagyobb terjedelemben található anyagokról.
- A királyságról (De regno vagy De regimine principum) (1266–67?, befejezetlen), értekezés a világi uralkodók kormányáról
- Az értelem egységéről (De unitate intellectus contra Averroistas) (1270)
- A világ örökkévalóságáról (1271)
- De occultis operationibus naturae (A természet rejtett munkájáról) (Párizs, 1268-1272)
- De iudiciis astrorum (A csillagok ítéleteiről ?) (Párizs, 1269-1272)
- Compendium theologiae (1265-1267 – befejezetlen munka ) (rövid értekezés a keresztény hitről)
- De unitate intellectus contra Averroistas (Az értelem egységéről az averroisták ellen) (Párizs, 1270).

#### Filozófiai kommentárok
Sok kommentárját befejezetlenül hagyta. A közzétett változatok néha tartalmaznak olyan anyagokat, amelyeket a tanítványok fejeztek be.
- Tizenegy kommentár Arisztotelészhez ;

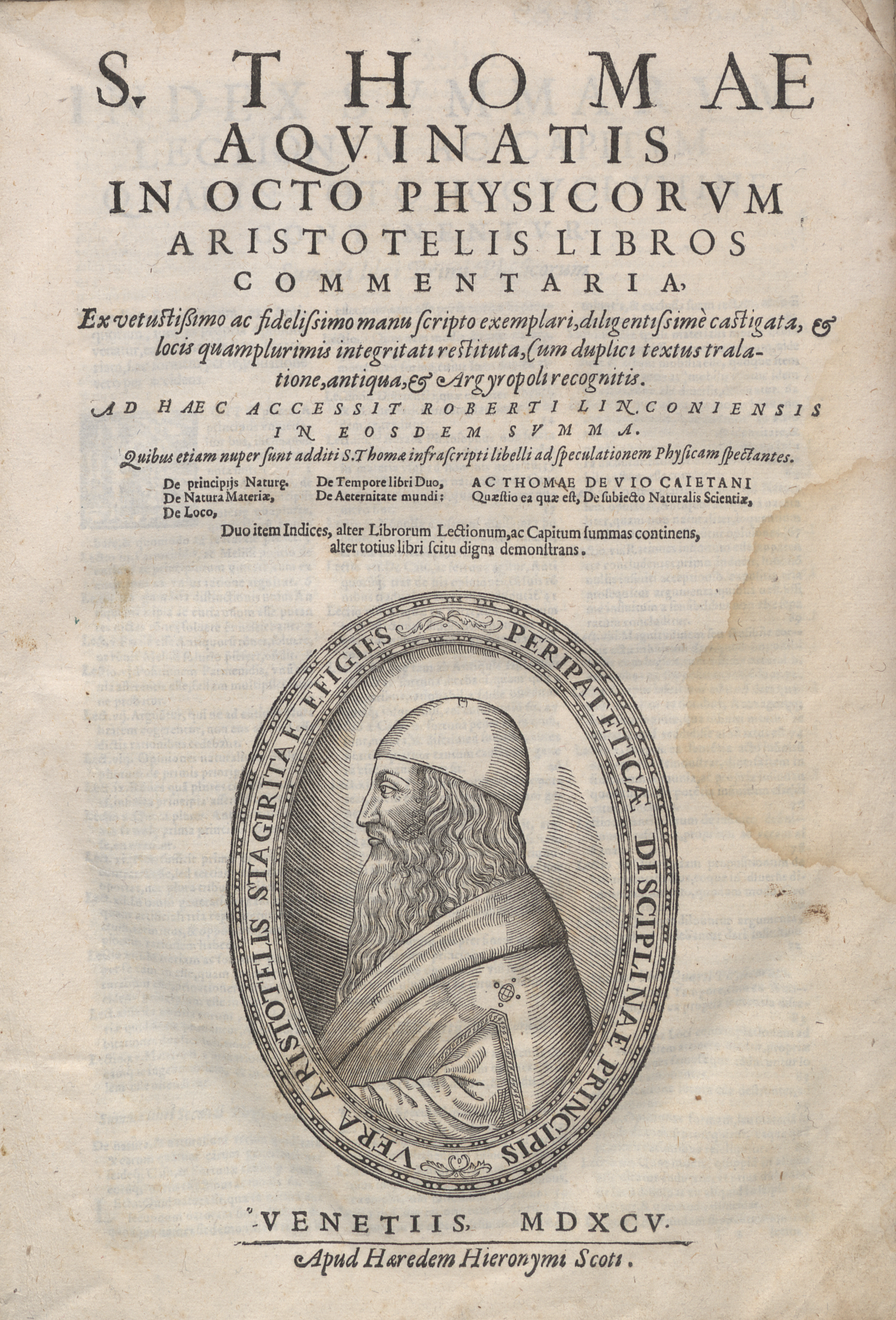
Super Physicam Aristotelis, 1595

- Két kommentár Boethius műveihez;
- Két kommentár Proklosz műveihez

##### Arisztotelész kommentárjai
- Sentencia libri De anima – Kommentár Arisztotelész lélekről szóló értekezéséhez
- Sentencia libri De sensu et sensato
- Kommentár a fizikáról (Commentaire de La Physique ) (1268-1270)
- Sententia libri Ethicorum (Kommentár a Nikomakhoszi Etikakönyvhöz ) (1271-1272)
- Sententia libri Politicorum – Kommentár az Arisztotelész politikájáról szóló értekezéshez
- Kommentár a metafizikához (Commentaire du Livre de la Métaphysique) (1271-1273)
- Sententia super Meteora (kommentár a meteorológiai könyvhöz),
- Expositio libri Peri hermeneias – Kommentár az Arisztotelész interpretációjáról szóló értekezéshez
- Commentaire des Seconds analytiques (1271-1272)
- Commentaire du Livre du ciel et du monde (1272-1273).
- Commentaire du Livre de la génération et corruption) (1272-1273)

#### Bibliai kommentárok
- Ésaiás (1251–52)
- Jeremiás (1251–53)
- Jób (1263–65)
- Catena aurea (1263–1268) – az evangéliumok bemutatása
- Máté (1269–70)
- János (1270-72)
- Pál (1261?–73) – az összes páli levelet lefedő kommentársorozat
- Zsoltárok (1272–73, befejezetlen az 54. zsoltár után)

#### Liturgikus írások, prédikációk, imák
Írt három vallási himnuszt, prédikációkat, imákat.
- Inno Adoro te devote
- Officium de festo Corporis Christi ad mandatum Urbani Papae
- Collationes in decem precepta
- Collationes in orationem dominicam
- in Symbolum Apostolorum
- in salutationem angelicam

## Művei magyarul
- Szentbeszédek. Aquinói Szent Tamás után szabadon átdolgozta Szabó F. Dániel; Vasárnap Ny., Arad, 1935
- Jézus evangéliuma és a szentatyák. Szemelvények Aquinoi Szent Tamás Catena Aurea című művéből. 1. köt.; közli Dezső István; Szalézi Művek, Rákospalota, 1942
- Tamás Aquinói Szent szemelvényekben magyarul és latinul; vál., bev., ford., jegyz. Schütz Antal; Szt. István Társulat, Budapest, 1943
- A nyolc boldogság és a szentatyák. Szemelvények Aquinoi Szent Tamás "Catena Aurea" c. művéből; ford. Dezső István; Szalézi Művek, Rákospalota, 1946 (A lelkiélet kis könyvei)
- Szent Tamás breviárium; összeáll., ford. Lelovics Lipót; Szt. István Társulat, Budapest, 1968, 320 o.
- A létezőről és a lényegről (ford. Klima Gyula), Helikon Könyvkiadó, Budapest, 1990, ISBN 963-208-039-4, 165 o.
- Lét és lényeg (De ente et essentia) (ford. Fodor György), in: Bolberitz Pál – Gál Ferenc: Aquinói Szent Tamás filozófiája és teológiája, Ecclesia, Budapest, 1987
- A teológia összefoglalása (Compendium theologiae) (ford. Bolberitz Pál), in: Bolberitz Pál – Gál Ferenc: Aquinói Szent Tamás filozófiája és teológiája, Ecclesia, Budapest, 1987
- Szemelvények (ford. Redl Károly) IN: Az égi és a földi szépről – Források a későantik és a középkori esztétika történetéhez (közreadja Redl Károly), Gondolat Könyvkiadó, Budapest, 1988, ISBN 963-281-843-1, 413–425. o.
- Kis Szent Tamás dogmatika. Hittételek tana; szerk. Bányai János; Bányai János, Szarvas, 1993
- Előadások a Tízparancsolatról; ford., előszó, jegyz. Gecse Gusztáv; Seneca, Pécs, 1993 (A keresztény bölcselet klasszikusai)
- Előadások a Hiszekegyről, a Miatyánkról és a Tízparancsolatról, Seneca Kiadó, 1994, 181-267. o.
- A teológia foglalata (Első rész). Ford.: Tudós-Takács János. Gede Testvérek, 2002, ISBN 963929828X, 841 o.
- A teológia foglalata (Második rész 1.). Ford.. Tudós-Takács János. Gede Testvérek, 2008, 792 o.
- A teológia foglalata (Második rész 2.). Ford.: Tudós-Takács János. Gede Testvérek, 2014, 729 o.
- Az értelem egysége. Teljes, gondozott szöveg; ford., szerk., jegyz. Borbély Gábor; Ikon, Budapest, 1993 (Matúra. Bölcselet)
- A világ örökkévalóságáról; ford. Borbély Gábor, tan. Geréby György; Jószöveg Műhely, Budapest, 1998 (Jószöveg hiánypótló) 111 o.
- A Summa theologiae kérdései a jogról; ford. Tudós Takács János; Szt. István Társulat, Budapest, 2011 (Jogfilozófiák)
- A fejedelmek kormányzásáról / A zsidók kormányzásáról; ford. Tudós-Takács János, utószó Szabó S. Bertalan; Attraktor, Máriabesnyő, 2016, 244 o.
- Aquinói Szent Tamás úrnapi éneke In: Babits Mihály: Amor Sanctus – A középkor latin himnuszai, Magyar Szemle Társaság, Budapest, 1933, 186–192. o.
- Aquinói Szent Tamás himnusza az Oltáriszentségről In: Babits Mihály: Amor Sanctus – A középkor latin himnuszai, Magyar Szemle Társaság, Budapest, 1933, 192–196. o.
- Aquinói Szent Tamás éneke Krisztus testéről In: Babits Mihály: Amor Sanctus – A középkor latin himnuszai, Magyar Szemle Társaság, Budapest, 1933, 196–200. o.
- Himnuszok az Oltáriszentségről In: Sík Sándor: Himnuszok könyve, Szt. István Társulat, Budapest, 1943, 355–367. o.

## Emlékezete
A 17. században Marc-Antoine Charpentier öt motettát komponált Szent Tamás-szövegekre, az oltáriszentség ünnepére.

### Magyarországon
- A pálosok rendjük alapításakor tett szolgálataiért minden kolostorban képet vagy szobrot állítottak tiszteletére, iskoláikban pedig Arisztotelész mellett Szent Tamás szellemében tanítottak.
- Nevét viseli a Magyarországi Aquinói Szent Tamás Társaság.
- Szobra áll Piliscsabán, a Pázmány Péter Katolikus Egyetem Bölcsészet- és Társadalomtudományi Karának Stephaneum épülete előtt.